# Valeria (ciudad romana)
Las ruinas de la ciudad romana de Valeria son un importante yacimiento romano situado en torno de la Hoz del río Gritos en la localidad de Valeria, municipio de Las Valeras, provincia de Cuenca, Castilla-La Mancha (España).
Fue fundada entre el 93 y 82 a. C. sobre terrenos conquistados en la centuria anterior a los pueblos íberos que habitaban la zona. Los restos que se muestran en la actualidad y las menciones escritas indican que fue un municipium importante, la mayor parte de estos restos han sido visibles desde siempre, en especial el edificio más característico: el ninfeo.

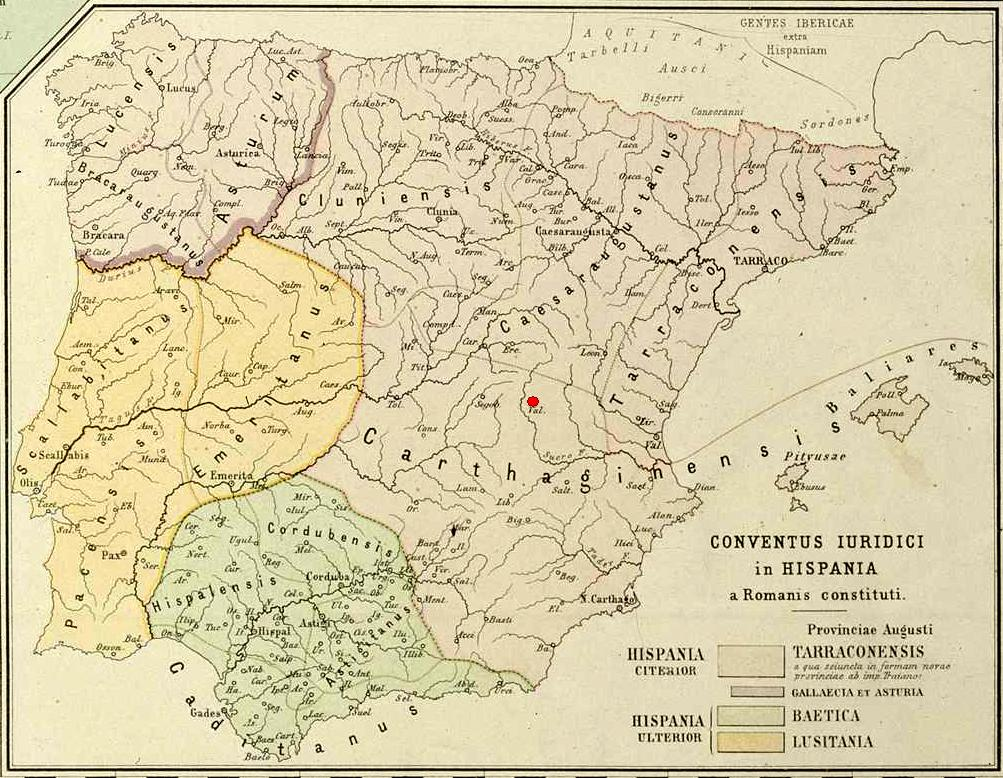
Mapa de Hispania en el que Valeria se muestra como «Val.».

Valeria es una de las tres ciudades romanas con las que cuenta la provincia de Cuenca. Desde su fundación siempre ha conservado el topónimo romano que hace referencia a su fundador, Valerio Flaco.
Los trabajos arqueológicos desarrollados en el yacimiento han permitido sacar a la luz uno de los foros romanos más completos de la Meseta.

## Valeria prerromana
Anteriormente era una zona de pobladores celtíberos y olcades, el área es conquistada en 179 a. C.[cita requerida]

## Valeria romana
La Valeria romana fue fundada entre el 93 y el 82 a. C. Su nombre tiene como origen el del propio fundador: el cónsul Cayo Valerio Flaco.
La nueva ciudad romana no sustituye a un núcleo indígena importante sino que corresponde a una política de creación de urbes con la estructura al uso.
Plinio el Viejo y Ptolomeo ya la citan:

Carthaginem conveniunt populi LXV exceptis insularum incolis ex colonia Accitania Gemellense, ex Libisosana cognomine Foroaugustana, quibus duabus ius Italiae datum, ex colonia Salariense, oppidani Lati veteris Castulonenses qui Caesarii Iuvenales appellantur, Saetabitani qui Augustani, Valerienses. stipendiariorum autem celeberrimi Alabanenses, Bastitani, Consaburrenses, Dianenses, Egelestani, Ilorcitani, Laminitani, Mentesani qui et Oretani, Mentesani qui et Bastuli, Oretani qui et Germani cognominantur, caputque Celtiberiae Segobrigenses, Carpetaniae Toletani Tago flumini inpositi, dein Viatienses et Virgilienses.
Naturalis Historia, 3-25. Plinio el Viejo

La ciudad romana de Valeria estaba comunicada por medio de ramales secundarios con la vía de Complutum a Cartago Nova y con Ercávica y Segóbriga.
La ciudad en época romana contaba con un perfecto aprovisionamiento de aguas, mediante un articulado sistema de acueductos adaptados o excavados en la roca que vertían en numerosas cisternas y fuentes monumentales de las que se conservan numerosos vestigios como el ninfeo, una fuente monumental de carácter ornamental con dependencias construidas a uno de sus costados, talleres y pequeñas tiendas.
Contaba también con una basílica,  edificio civil, donde se realizaban transacciones mercantiles y cambiarias, y un foro de época augústea, edificado con solidez y envergadura, y cuatro cisternas que daban suministro de agua a la ciudad.
Las casas de la ciudad son de dos tipos, unas rectangulares apoyadas en terrazas, y otras llamadas casas colgadas, con huecos abiertos al acantilado que limitaba la ciudad por uno de sus lados, con vigas encastradas en la roca que dejaban la mitad de la vivienda suspendida en el vacío.

### Municipium
El recinto amurallado que daba cabida a la ciudad tenía una extensión de 27 hectáreas. Este gran tamaño indicaría que la mayor parte de los habitantes vivían dentro de dicho recinto.

## Zona arqueológica

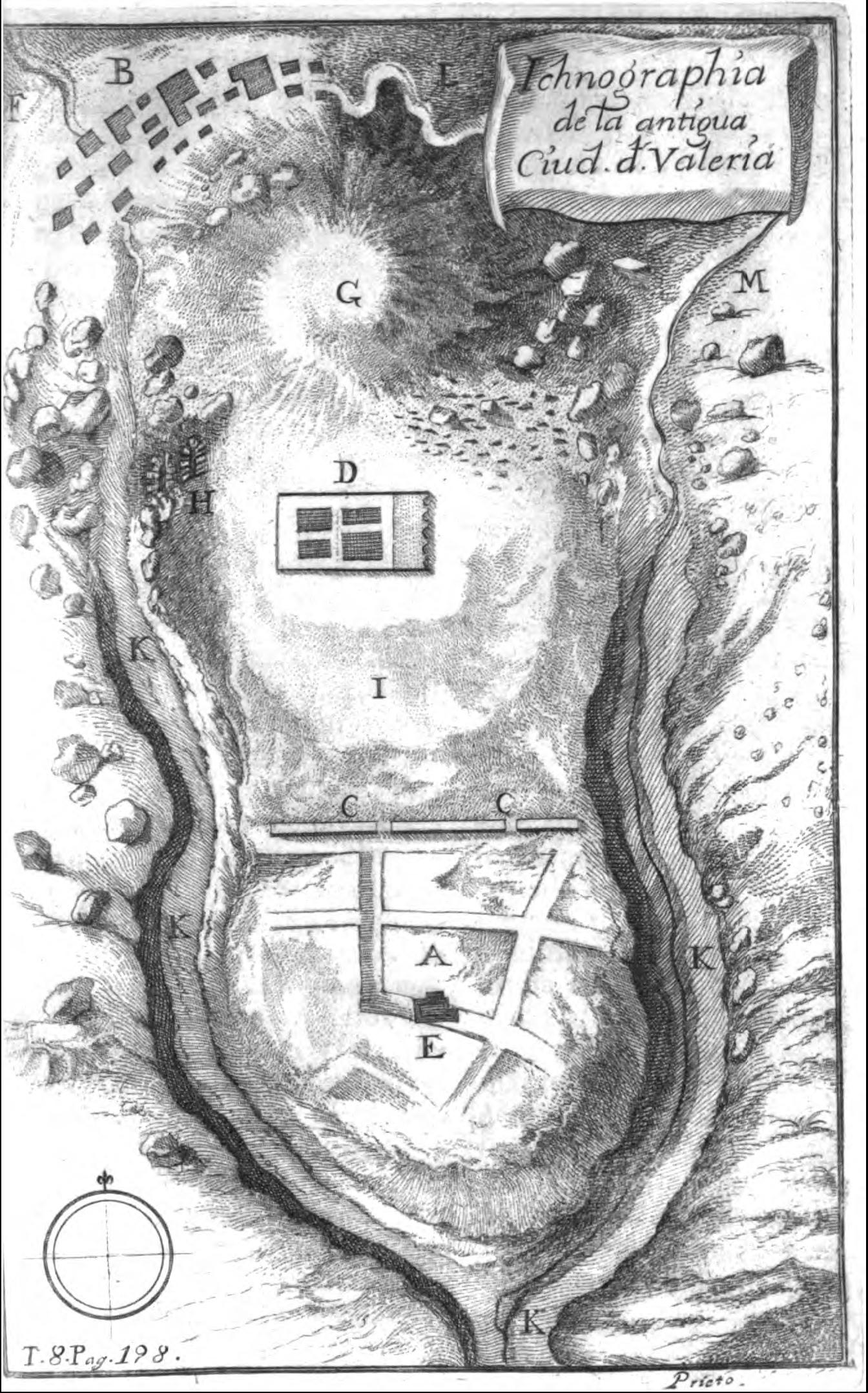
Mapa de las ruinas en 1752
Leyenda (extraída de la propia obra):
A - Valeria romana
B - Valera de arriba
C - Muralla tirada de hoz á hoz
D - residuo de una Thermas, ò Baños
E - Ermita de Nuestra Señora
F - Camino a Cuenca
G - pequeño collado
H - arcos de entrada a viviendas subterráneas
I - Valle pequeño llamado el Hoyo
KK - Las hoces de Valera
L - Camino de la Vega de la Olmeda
M - arroyo

### Monumentos
Sin duda la gran época de Valeria, en cuanto a su desarrollo urbano, corresponde al siglo I, cuando se acometió la construcción del foro. El conjunto foral se ubica en el centro del yacimiento y lo integran una serie de edificios públicos articulados a distintas alturas en torno a una gran plataforma donde se ubicaba la plaza del foro y, soterrados en la propia plataforma, se encuentran las cisternas.
Al norte se localiza el edificio de la basílica, en el costado oeste el edificio prebasilical o domus publica, el edificio de la exedra (aula de culto imperial) y el criptopórtico. Al sur se sitúa una gran escalera monumental de acceso a la plaza y una serie de tabernas (tiendas) y al este se encuentra el edificio emblemático de Valeria, el ninfeo (fuente monumental) y sus tabernas delanteras. Todo este conjunto se encuentra delimitado por calles.

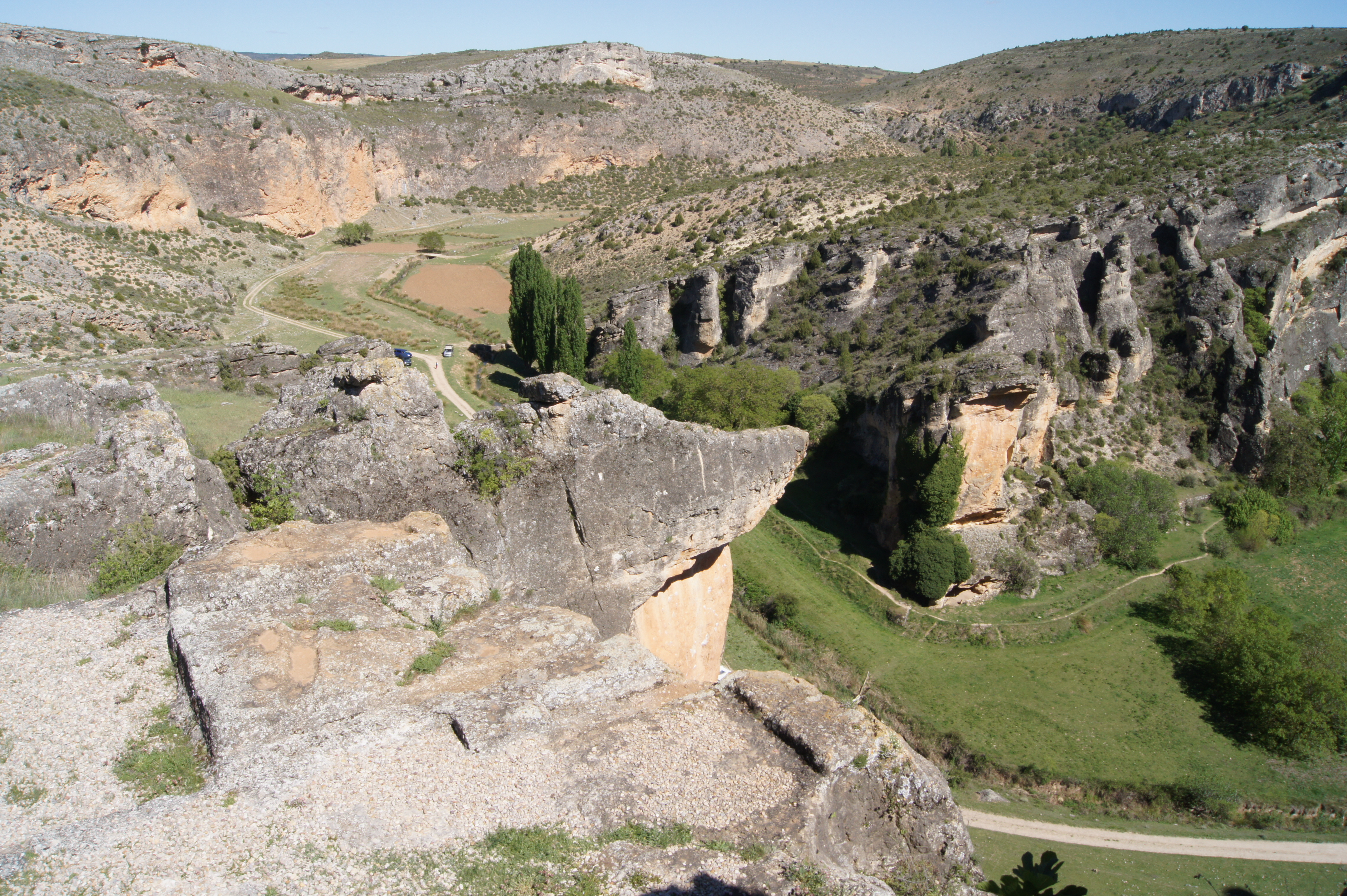
Ruinas de una villa al borde del acantilado

En las proximidades del foro se localizan las estructuras de la zona meridional, la casa de Adobe. También se cuentan otros ejemplos de urbanismo privado como son la casa del Hoyo y la casa Colgada, antecedente en época romana de las viviendas medievales de Cuenca.
Por último, hay que mencionar, ya de época medieval, la muralla y la ermita de Santa Catalina y su necrópolis.
Los trabajos de excavación se iniciaron en los años 1950, aunque de una manera científica a partir de 1974. Desde ese año, las excavaciones sistemáticas se han centrado sobre todo en el espacio ocupado por el foro de la ciudad, aunque también se ha excavado en otras zonas donde se ha documentado urbanismo privado.
Estos trabajos han permitido conocer la organización del área pública, así como el inicio de su construcción y evolución.
Valeria se ubica en una lengua caliza entre la hoces del río Gritos y del Zahorra, a una altura de unos mil metros. El cerro de Santa Catalina es el punto privilegiado para la observación paisajística del entorno que permite contemplar ambas hoces y la unión de las mismas en su extremo sur. Desde el lado este del cerro se muestran los mejores paisajes del entorno del yacimiento.

### Conservación y protección

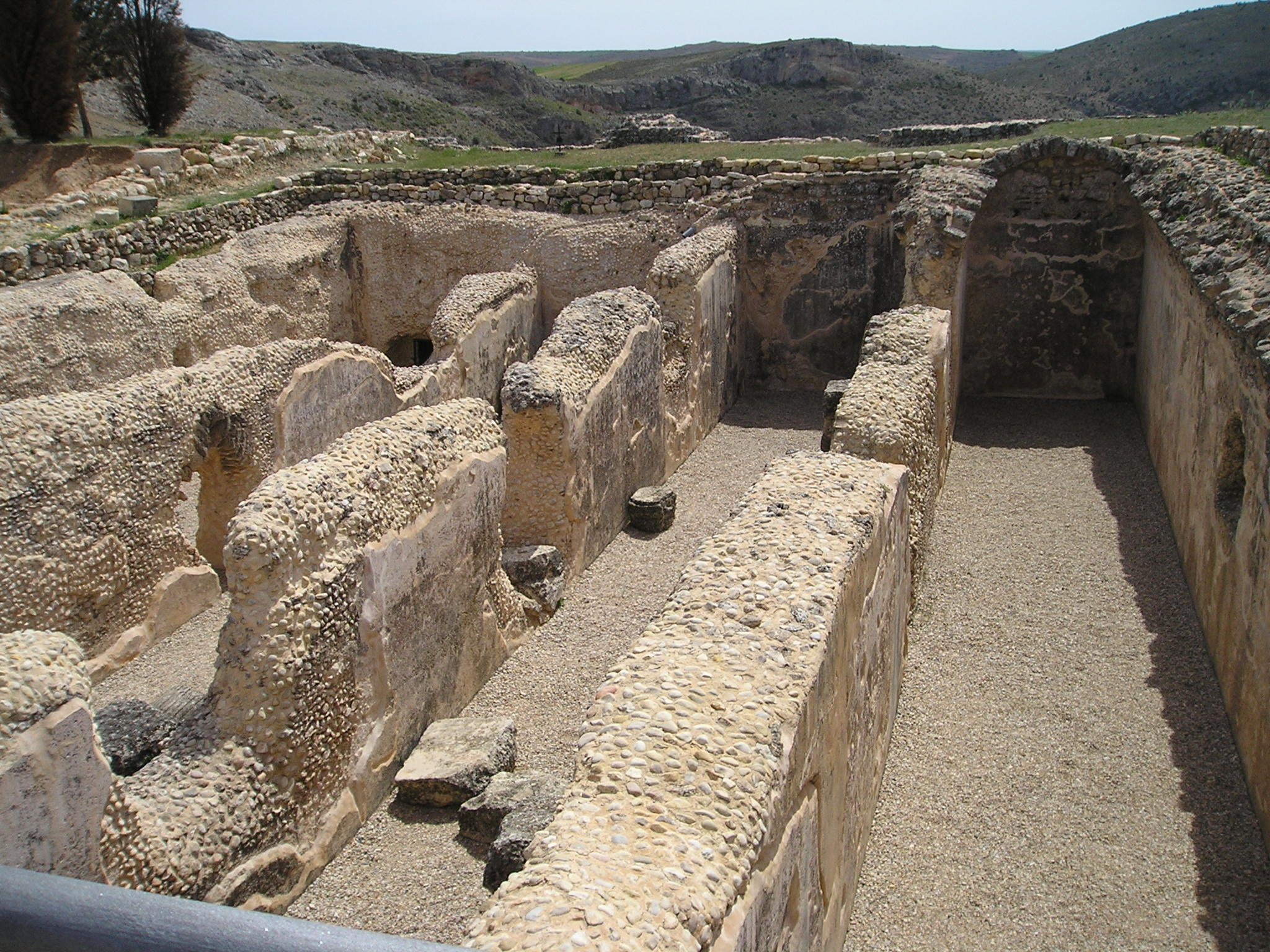
Decantadores construidos en época del emperador Claudio I debajo del foro

La zona arqueológica las Valeras está declarada Bien de Interés Cultural, B.I.C., desde el 28-10-1977, según B.O.E. 18-12-1977.
Los objetos encontrados en este yacimiento dieron lugar al Museo de Cuenca. Previamente fueron expuestos en los bajos de la casa consistorial de, la entonces, Valera de Arriba.
Parte de las ruinas han estado siempre visibles por lo que no se puede hablar de un descubrimiento de las mismas aunque sí de un comienzo de las excavaciones y de su estudio. Esto ocurrió en 1951 y las encabezaba el alcalde de Valeria, en ese momento Valera de Arriba, Francisco Suay Martínez.
El Tesorillo de Valera de Arriba, también conocido como el tesoro de Valeria, compuesto por monedas de plata data de la época post segunda guerra púnica, cercano al año 185 a. C.
Siguen apreciándose edificaciones muy notables en torno al foro como son: el ninfeo, con casi 100 metros de longitud, la basílica y la domus publica.
Cabe reseñar que la consideración de lo que parece una galería de desagüe como ninfeo monumental está sujeta a debate. Investigadores como Isaac Moreno Gallo sostienen que no existió tal ninfeo, y que se trata de una canalización abovedada con el fin de evacuar y drenar el agua recogida en las instalaciones forales ubicadas sobre la mencionada canalización.[cita requerida]